# Krzysztof Domarecki
Krzysztof Domarecki (ur. 1959 w Kłodzku) – polski prawnik, przedsiębiorca i menedżer. Założyciel i główny akcjonariusz Grupy Selena, holdingu spółek zajmujących się produkcją i dystrybucją chemii budowlanej w wielu krajach świata.

## Życiorys
Absolwent Wydziału Prawa Uniwersytetu Wrocławskiego. Na tym samym uniwersytecie studiował też filozofię. W latach 1983–1991 był pracownikiem naukowym w Zakładzie Prawa Państwowego Uniwersytetu Wrocławskiego, gdzie zajmował się m.in. sądownictwem konstytucyjnym.
W 1987 wspólnie z kolegami z Politechniki Wrocławskiej założył firmę Technimeks i zajął się sprzedażą sprzętu komputerowego. W 1992, po rozstaniu się ze wspólnikami, zainteresował się branżą budowlaną i utworzył firmę Selena. W latach 1999–2008 pełnił funkcję prezesa zarządu Seleny Co S.A., odpowiedzialnej za działalność zagraniczną Grupy. W roku 2007 objął stanowisko prezesa zarządu Seleny F.M., spółki holdingowej Grupy Selena. W 2011 złożył rezygnację z funkcji prezesa zarządu spółki i został powołany na stanowisko przewodniczącego rady nadzorczej Seleny FM S.A.
W latach 2008–2011 był członkiem Rady Naukowej Instytutu Techniki Budowlanej.  Jest założycielem funduszu inwestycyjnego Fidiasz (2017) z budżetem 200 mln złotych.

## Nagrody i wyróżnienia
- 2006 - Finalista konkursu „Przedsiębiorca roku” („Entrepreneur of the Year“) firmy Ernst & Young"[6],
- 2008 - tytuł „Tego, który zmienia polski przemysł“, przyznawany przez miesięcznik gospodarczy „Polski Przemysł“[7],
- 2011 - Nagroda Prezydenta Wrocławia za „ulokowanie gospodarki Wrocławia w światowej sieci powiązań i zbudowanie rozpoznawalnej marki firmy”[2],
- 2015 - wyróżniony nagrodą specjalną „Wizjoner ekspansji zagranicznej” w konkursie Polska Firma – Międzynarodowy Czempion organizowanym przez PwC Polska oraz Puls Biznesu[8],
- 2025 - Odznaka Honorowa „Bene Merito”[9]